# Eleutherodactylus lentus
Eleutherodactylus lentus es una especie de anfibio anuro de la familia Eleutherodactylidae.

## Distribución geográfica
Esta especie es endémica de las Islas Vírgenes de los Estados Unidos. Habita desde el nivel del mar hasta 10 m de altitud en Hassel, Saint Thomas, Saint John y St. Croix.

## Descripción
Las hembras miden hasta 38 mm.

## Publicación original
- Cope, 1862 : On some new and little known American Anura. Proceedings of the Academy of Natural Sciences of Philadelphia, vol. 14, p. 151–159[5]